# Карл Людвіг фон Бар
Карл Людвіг фон Бар (нім. Carl Ludwig von Bar; 23 липня 1836, Ганновер — 20 серпня 1913, Фолкстон, Велика Британія)  — німецький правознавець-криміналіст, професор кримінального права Гетінгенського та низки інших німецьких університетів.

## Біографія
Народився в родині службовця.
Закінчив Гетінгенський університет. У віці 23 років отримав ступінь доктора права. З 1863 року був приват-доцентом Гетінгенського університету, також працював помічником судді.
Від 1866 р. працював ординарним професором кримінального права в цивільного судочинства в Університеті Ростока, а з 1868 р. – працював в Бреславському університеті. 1879 р. Знову повернувся до Гетінгена.
Як професор Геттінгенського університету і член Постійної палати третейського суду в Гаазі Бар набув всесвітню репутацію як  авторитет в галузі міжнародного права та провідного захисника міжнародного арбітражу[джерело?].

## Науковий доробок
Головною темою наукових праць фон Бара було кримінальне право, історія німецького та континентального (романо-германського) кримінального права.  Фон Бар підготував "Підручник німецького кримінального права" (Берлін, 1882), для якого написав ґрунтовний додаток "Історія німецького кримінального права й кримінально-правових теорій".  Колектив викладачів  Гетінгенського університету під керівництвом фон Бара підготував фундаментальну працю "Історія континентального кримінального права", котра з’явилася в перекладі англійською мовою 1916 р. в Бостоні як п’ятий том серії "Континентальна правнича історія" ("The Continental Legal History Series", vol. 5 ).
Фон Бар також є автором досить ґрунтовної праці "Теорія та практика міжнародного приватного права" (2-ге вид. - Единбург, 1892). Загальна кількість його наукових праць перевищує 20.